# Stift Schlierbach

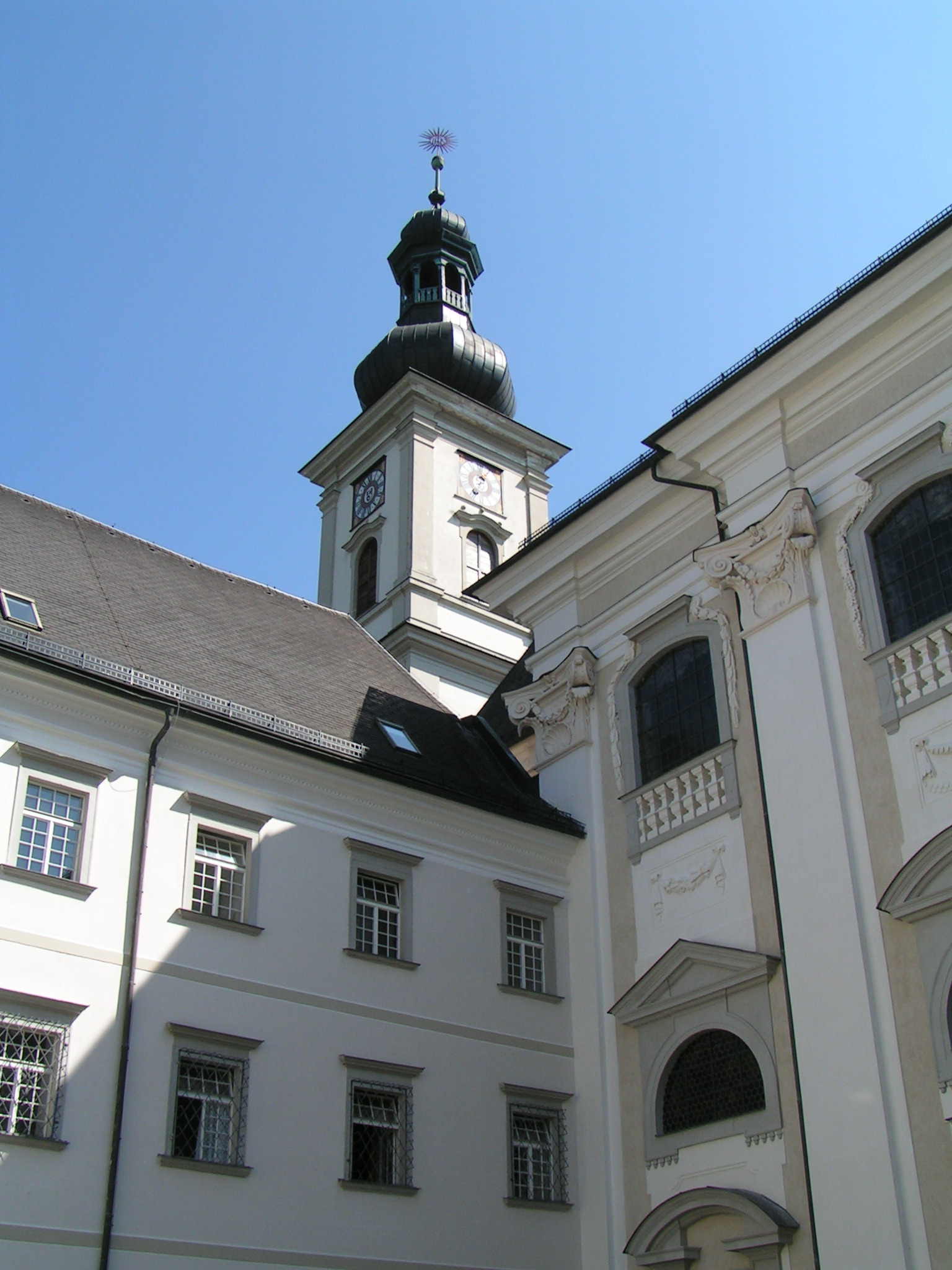
Stiftskirche

Stift Schlierbach (lateinisch Abbatia Aulae B. M. V.) ist eine Zisterzienser-Abtei in Schlierbach in Oberösterreich.

## Geschichte

### Von der Gründung als Nonnenkloster bis zur Reformation
Die erste urkundliche Erwähnung des Namens Schlierbach stammt aus einer Salzburger Quelle aus dem Jahr 927. Das nächste Mal erschien es in einer Schenkungsurkunde König Heinrichs II. an das Salzburger Erzbistum (1006). Schon im 10. Jahrhundert scheint sich an der Stelle des heutigen Stiftes eine Burg befunden zu haben. Nach wechselvoller Besitzergeschichte gelangte sie 1353 in den Besitz Eberhards V. (III.) von Wallsee, der darin 1355 ein Zisterzienserinnenkloster stiftete. Es wurde unter dem Namen Aula beatae Mariae Virginis in den Ordensverband aufgenommen und während des Mittelalters unter dem deutschen Namen Mariensaal oder Frauensaal geführt. Die erste Priorin (später Äbtissin) Elisabeth von Gundelfingen führte es mit zwölf Schwestern. Unter der 17. und 18. Äbtissin verbreitete sich rasch der Protestantismus in der Region, das Kloster verweltlichte, verfiel und wurde von den Nonnen verlassen.
Durch Käufe, Schenkungen und Stiftungen wurde der Besitz ständig erweitert. Eberhard überließ dem Kloster etwa die damalige Burg Steyrstein (seit etwa 1500 Wallfahrtskirche Frauenstein) und Einkünfte der von ihm 1337 erworbenen Herrschaft Pernstein. In den folgenden 200 Jahren standen 18 Äbtissinnen dem Kloster vor. Aus dieser Zeit ist nichts von Neu- oder Umbauten überliefert. Unter den beiden letzten Äbtissinnen verbreitete sich rasch der Protestantismus in der Umgebung, der Konvent verweltlichte und löste sich schließlich auf.

### Neubeginn im 17. Jh.

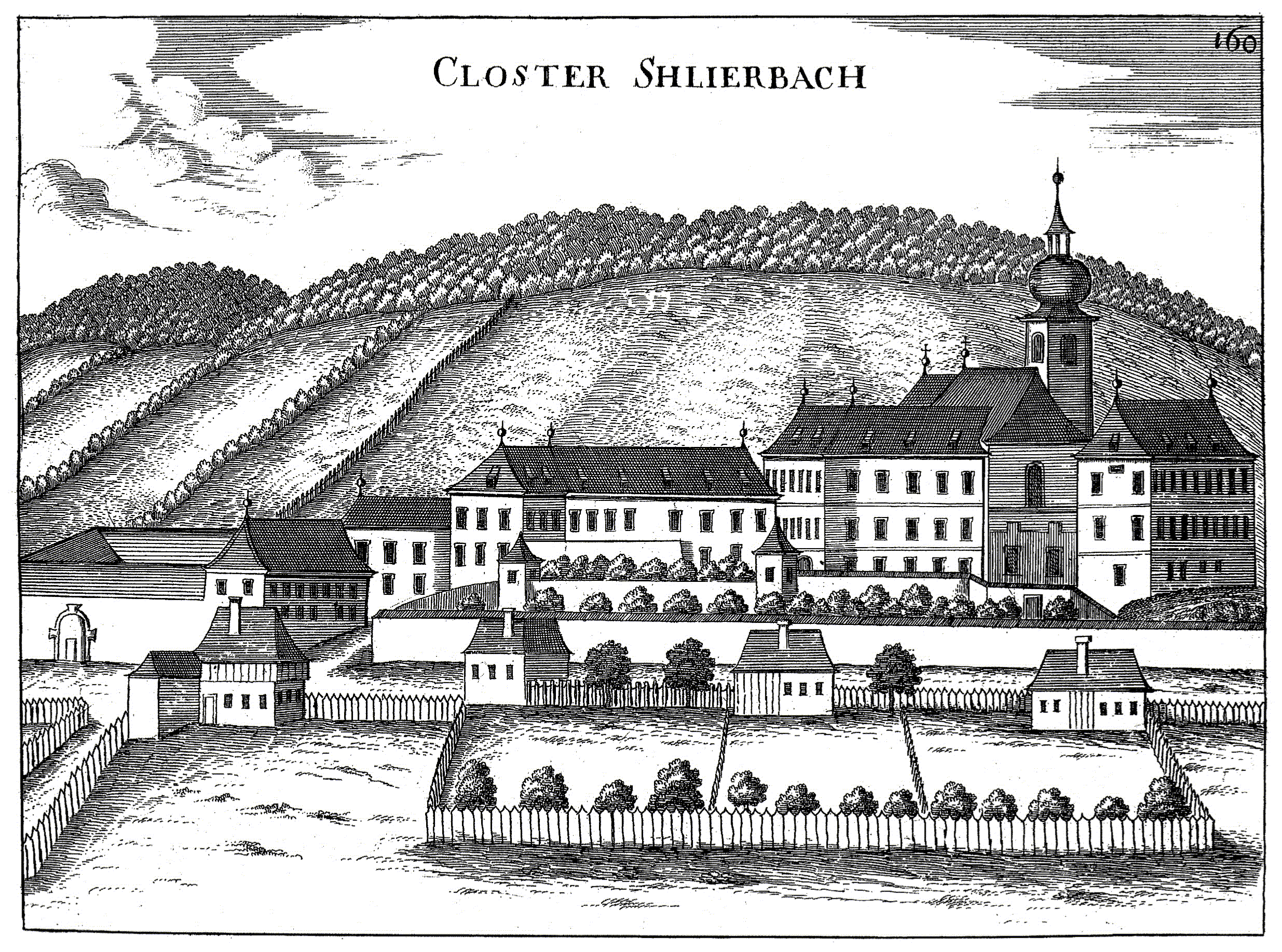
Kupferstich aus der Topographia Austriae superioris modernae (um 1674)

Dass das Stift daraufhin nicht in weltlichen Besitz überging, verdankte es den Landesherren, den katholischen, gegenreformatorischen Habsburgern. 1586 wurde von ihnen ein Klosterrat eingerichtet, der der Hilfe und Überwachung der monastischen Institutionen in dieser Zeit diente. Schlierbach hatte in den folgenden 64 Jahren verschiedene Verwalter, die die Oberaufsicht führten. Zunächst waren das Abt Martin von Stift Wilhering, daraufhin zwei Landeshauptleute, zwei Äbte von Stift Lambach und einmal sogar ein in Schlierbach wohnender Protestant.
Zwischen 1609 und 1620 wurde Schlierbach von Stift Kremsmünster aus verwaltet, wo der aus dem Zisterzienserstift Heiligenkreuz entsandte Anton Wolfradt Abt geworden war. Wolfradt wollte – im Zug der Gegenreformation – Schlierbach mit Zisterziensern neu gründen. Kaiser Ferdinand II. genehmigte bald die Besiedelung des ehemaligen Frauenklosters durch Mönche aus Stift Rein bei Graz. Der Reiner Abt Matthias Gülger sandte 1620 seinen Prior Wolfgang Sommer (er wurde erster Abt von Schlierbach) gemeinsam mit einigen Mönchen nach Oberösterreich. Sie sollten die Seelsorge im oberen Kremstal wieder aufbauen, ein Vorhaben, das vorerst durch Bauernaufstände erschwert wurde. Abt Franz Keller (1627–1644) erhielt Sitz und Stimme bei den Landständen und Abt Balthasar Rauch wurden für sich und seine Nachfolger die bischöflichen Insignien Mitra, Brustkreuz und Krummstab (1654) zuerkannt. Der geistige und wirtschaftliche Aufstieg vollzog sich nun rasch.
Inzwischen war die ehemalige Burg in einem äußerst schlechten baulichen Zustand. Nivard I. Geyregger (Abt von 1660 bis 1679) begann deshalb völlig neu zu bauen. Unter seiner Leitung wurden 1674 die Westfront, 1678 die Nord- und Ostfront des Prälatenhofes und der Abteiturm fertiggestellt. Benedikt Rieger (Abt von 1679 bis 1695) beauftragte Pietro Francesco Carlone und dessen Sohn mit dem Bau der Stiftskirche (1680–1683).
Unter Christian Stadler (Abt von 1715 bis 1740) setzte sich der wirtschaftliche Aufschwung fort. Es wurden Mühle, Sägewerk und Bäckerei eingerichtet. Damals zählte der Konvent dreißig Mönche. Die Josephinische Zeit und die Napoleonischen Kriege führten jedoch zum Niedergang; außerdem brannte der Meierhof im Jahr 1825. Ein weiterer tiefer Einschnitt war die Auflösung der Grundherrschaft, die eine wirtschaftliche Neuorientierung erforderte. Erst gegen Ende des 19. Jahrhunderts besserte sich die Lage wieder.

### Neuere Zeit
Alois Wiesinger (1885–1955) war der erste Vorsteher des Klosters in der jüngeren Geschichte, der überregionale Bedeutung erlangte. Er regierte 1917–1955 als 14. Abt. In den Nachkriegsjahren wurden Schlosserei, Tischlerei und Gärtnerei neu ausgestattet. Eine neue Klosterkäserei kam dazu, die bald ein wichtiger wirtschaftlicher Faktor wurde. Das Laienbrüderinstitut entstand 1922 wieder. Im selben Jahr nahm das Stift eine Landwirtschaftsschule auf und 1925 folgte die Gründung eines Gymnasiums, das 1932 das Öffentlichkeitsrecht erhielt.
Im Jahr 1938 geschlossen, eröffnete das Gymnasium 1946 erneut und besitzt seit 1947 wiederum Öffentlichkeitsrecht. Seit 1977 werden dort auch Mädchen unterrichtet.

### Gegenwart
Vom 15. Juli 1998 bis 15. November 2008 stand Abt Altmann Hofinger der Klostergemeinschaft von 21 Mönchen (Stand 2007) vor. Am 18. November 2008 wurde Pater Martin Spernbauer für drei Jahre als Administrator gewählt. Am 9. September 2013 trat P. Josef Riegler OCist (aus dem Stift Heiligenkreuz) sein Amt als Administrator des Stiftes an, nachdem er zuvor vom Konvent für drei Jahre gewählt worden war. Er legte das Amt vorzeitig nieder, woraufhin der Konvent P. Nikolaus Thiel am 12. Februar 2016 zum 19. Abt des Klosters wählte. Die Benediktion durch Generalabt Mauro-Giuseppe Lepori erfolgte am 15. Mai 2016.
Die OÖ. Landesausstellung 2009 mit dem Thema „Mahlzeit! – Genuss und Kunst des Essens“ fand von 29. April bis 2. November 2009 in den Räumen von Stift Schlierbach statt.
Anfang Januar 2021 zählte der Konvent von Schlierbach 24 Mönche, die teils im Kloster, teils in den Stiftspfarren leben und wirken.

### Geschichte der Architektur
Die Stiftsanlage ist ein Hauptwerk des österreichischen Barock um 1700, die 903 ursprünglich als Burg errichtet wurde. Von 1355 bis 1556 war darin 200 Jahre ein Frauenkloster untergebracht, danach stand das Gebäude einige Jahrzehnte leer und wurde 1620 durch Mönche aus der Zisterzienser-Abtei Rein in der Steiermark neu besiedelt. Unter Abt Nivard I Geyregger (1660-1679) wurde mit dem vollständigen Neubau der Anlage begonnen. Die Abteikirche entstand unter Abt Benedikt Rieger (1679-1696), ebenso der Turm und der Konventtrakt. Unter dem folgenden Abt Nivard II Dierer (1696-1715) wurde das Abteigebäude mit den zwei Flügeln im Norden, dem sogenannten Neugebäude, einschließlich der Sommerprälatur und dem Bernardisaal fertiggestellt. Die Bibliothek wurde 1712 angebaut. Hauptbeschäftigt am Bau und an der Ausstattung waren Mitglieder der italienischen Künstlerfamilie Carlone.
- Pietro Francesco Carlone. Baumeister
- Carlo Antonio Carlone. Baumeister
- Giovanni Battista Carlone. Bildhauer und Stuckateur
- Giovanni Carlone. Freskomaler

Der Linzer Bildhauer Johann Baptist Wanscher schuf das reiche Goldrankenwerk und die Blumengemälde auf den Pilastern. Das Hochaltarbild, eine Darstellung der Himmelfahrt Mariens, stammt von Franz Werner Tamm.

## Betrieb und Seelsorge

### Wirtschaft
Das Stift ist heute ein wichtiger Wirtschaftsfaktor. Es verfügt über
- 230 Hektar Wald
- circa 70 Hektar landwirtschaftliche Nutzfläche
- die Schlierbacher Käserei: Die Käserei ist die einzige Klosterkäserei Österreichs. Sie produziert 14 verschiedene Käsesorten
- das Schlierbacher Genusszentrum, einen modernen Veranstaltungsort, die auch die Präsentation und den Verkauf von im Stift hergestellten Produkten ermöglichen
- die Glaserei und Glasmalerei Werkstätte Schlierbach, eine international renommierte Werkstätte

### Stiftspfarren
Zusätzlich zum klösterlichen Leben wirken die Mönche auch außerhalb der Klostermauern und leiten neun Pfarren, eine Kaplanei, ein Dekanat und haben diverse weitere seelsorgerische Aufgaben inne.
- Dechanat Windischgarsten
- Pfarre Heiligenkreuz – Micheldorf
- Pfarre Kirchdorf an der Krems
- Pfarre Schlierbach
- Pfarre Micheldorf
- Pfarre Nußbach
- Pfarre Klaus
- Pfarre Steinbach am Ziehberg
- Pfarre Steyrling
- Pfarrkirche Wartberg an der Krems
- Pfarradministration Spital am Pyhrn
- Kaplanei Inzersdorf

## Sehenswürdigkeiten

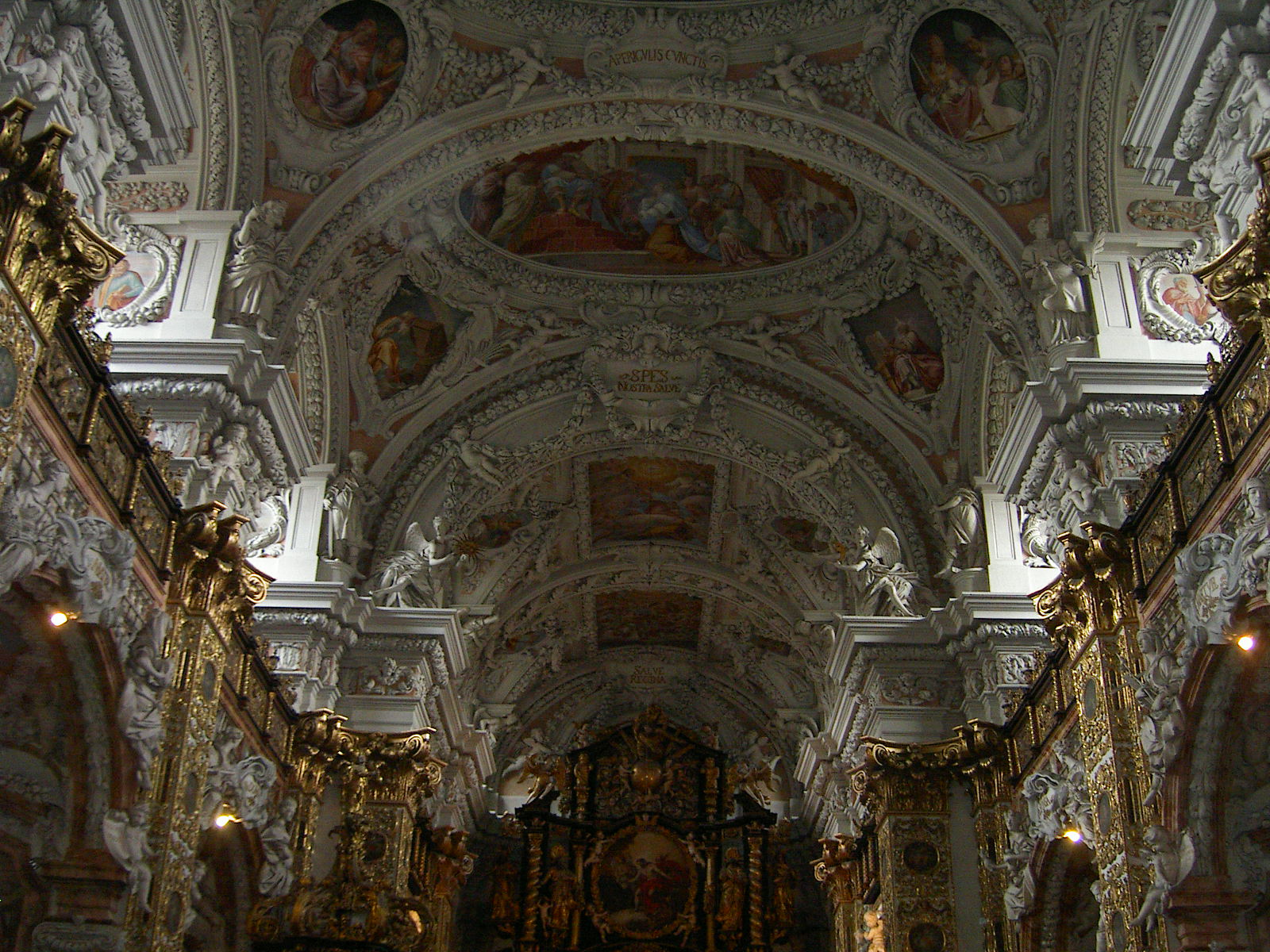
Innenraum Stiftskirche

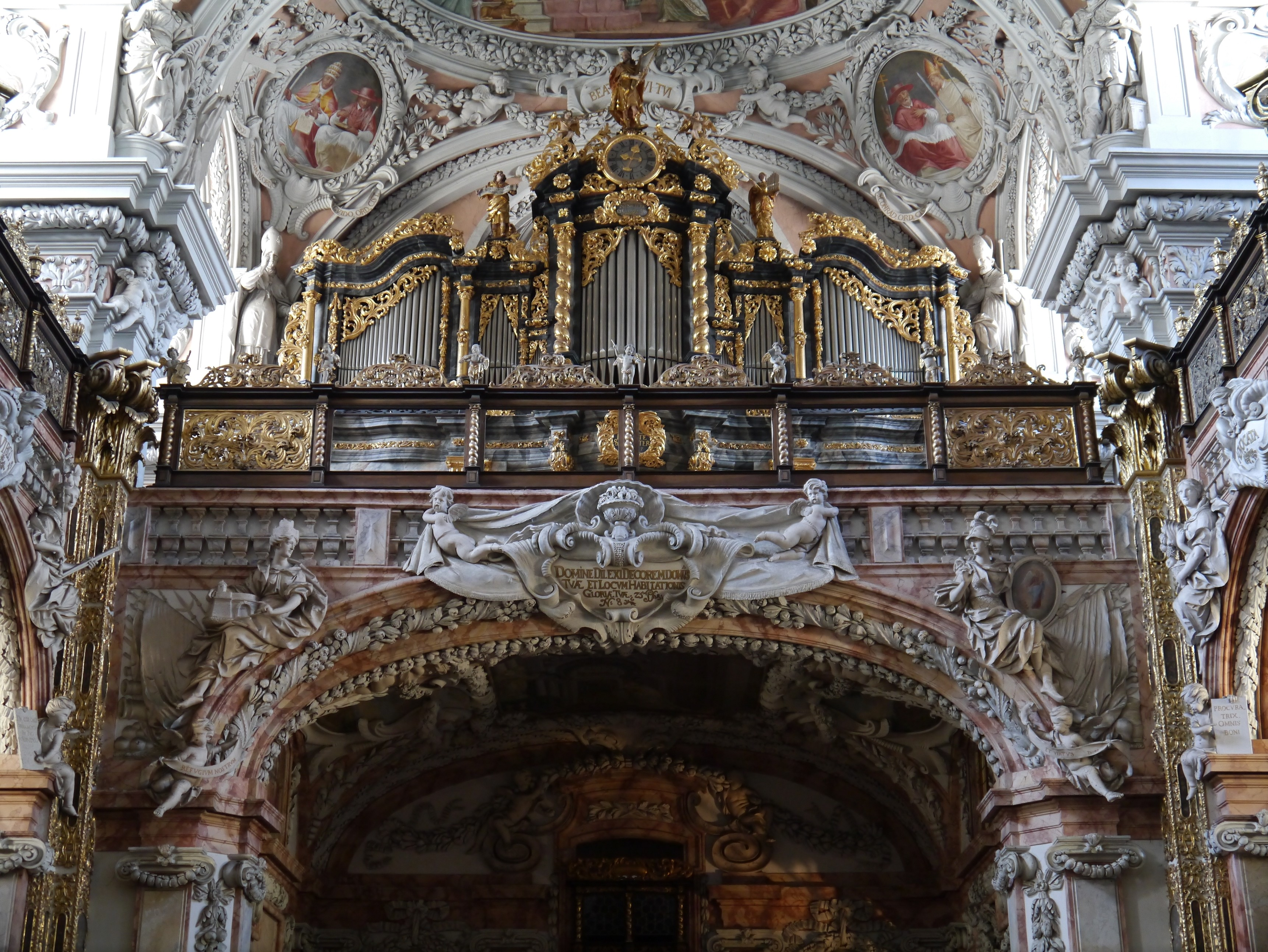
Die Orgel

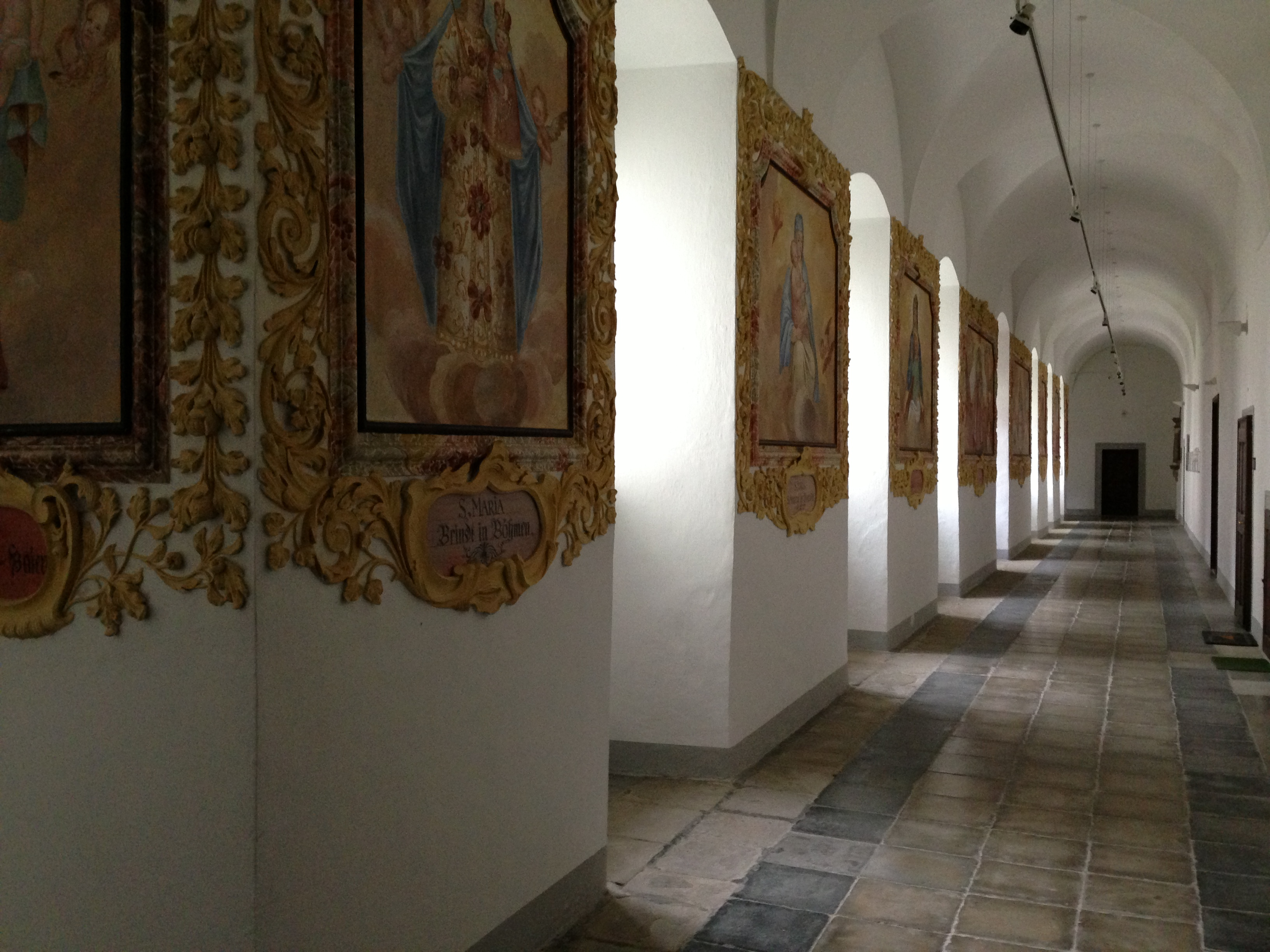
Der Kreuzgang

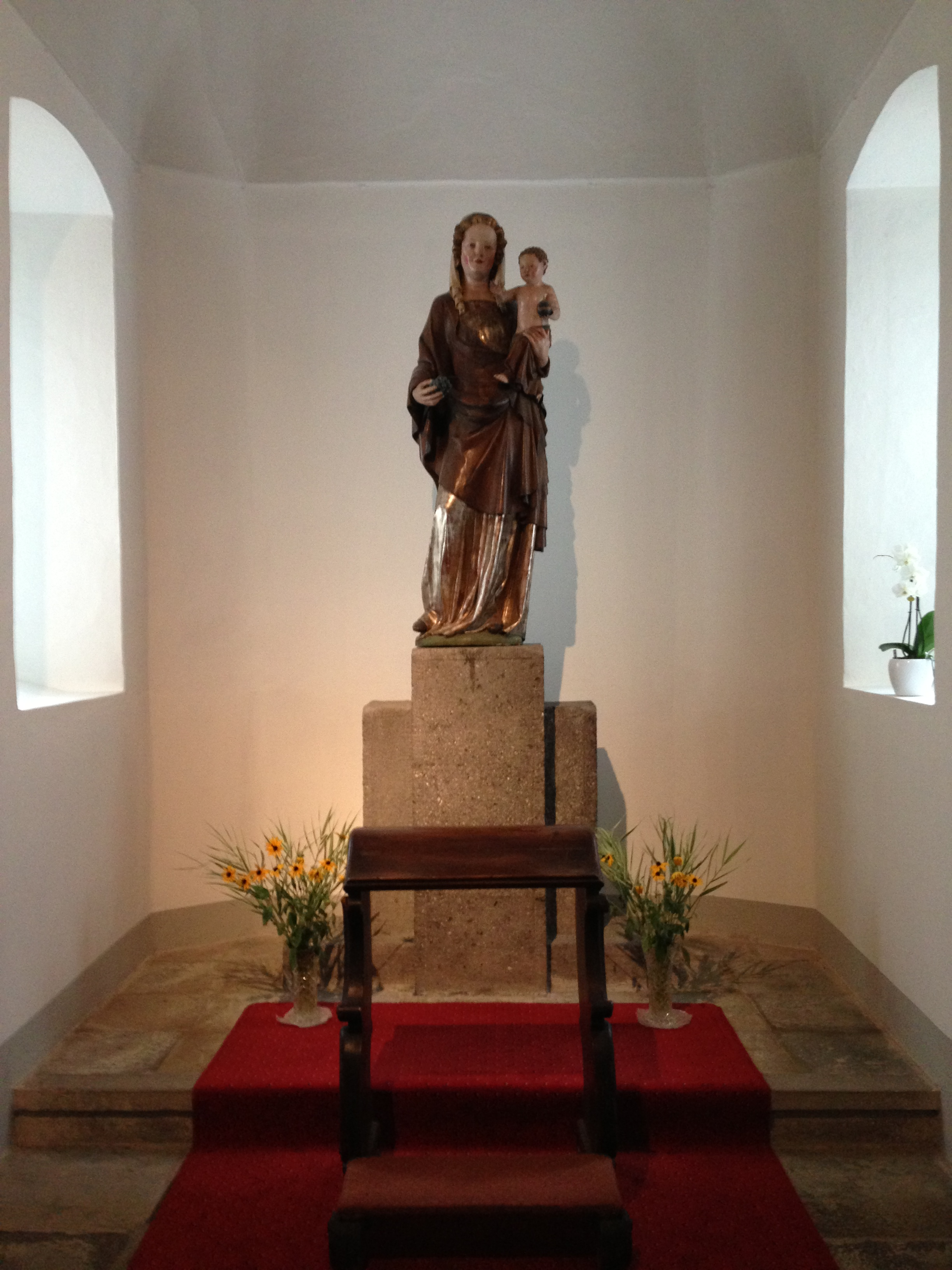
Schlierbacher Madonna

- Stiftskirche: 1680–1682 erbaut, Fresken und üppige Stuckdekoration, Orgel von Manfred Mathis (1985) mit barockem Prospekt von 1770
- Bibliothek: 1712 als kreuzförmiger Prunkraum mit Hängekuppen in barockem Stil von Carlo Antonio Carlone erbaut. Galerie auf korinthischen Holzsäulen, dem Linzer Baumeister Johann Michael Prunner zugeschrieben
- Bernardisaal: barocker Prunksaal mit reicher Stuckverzierung an der Decke und den Wänden
- Schlierbacher Madonna: hölzerne gotische Marienstatue um 1320, befindet sich im Kreuzgang. Nach der Klostertradition brachten die ersten Schwestern des damaligen Frauenklosters die Statue aus ihrer schwäbischen Heimat mit.
- Käserei Schlierbach: seit 1924; mit angeschlossener Schaukäserei
- Glasmalerei-Werkstätte Schlierbach: seit 1884, international renommierte Glasmalerei-Werkstätte. Nationale und internationale Künstler wie Margret Bilger, Josef Mikl (Gedächtniskirche in Hiroshima), Hans Plank, Rudolf Szyszkowitz, Georg Meistermann, Adi Holzer... verwirklich(t)en hier Werke.
- Margret-Bilger-Galerie: Galerie mit Wechselausstellungen aktueller Kunst

Es werden Führungen im Stift, in den Glasmalerei-Werkstätten und in der Schaukäserei angeboten.

## Liste der Äbte und Administratoren von Schlierbach seit 1620
- Wolfgang Sommer, amtierte als Abt 1620–1625, zuvor Prior von Rein
- Johannes Franziskus Keller, amtierte als Abt 1627–1644, zuvor Stiftkämmerer von Rein
- Balthasar Rauch, aus Graz, amtierte als Abt 1645–1660, zuvor Pfarrer in Wartberg, 1643 Recht der Pontifikalien, gest. 1661
- Nivard I. Geyregger, aus Kremsmünster, amtierte als Abt 1660–1679, zuvor Prior in Schlierbach, begann mit dem Barockneubau
- Benedikt Rieger, aus Steyr, amtierte als Abt 1679–1695, zuvor Pfarrer in Wartberg, erbaute Kirche, Kirchturm und Konventtrakt
- Nivard Dierer 1696–1715
- Christian Stadler, aus Aussee, amtierte als Abt 1715–1740, zuvor Schaffner in Schlierbach, Ausschmückung der Sommerprälatur, Erbauer der Orangerie
- Josef Eysn, aus Kirchdorf, amtierte als Abt 1740–1772, Erbauer der Maria-Schnee-Kapelle
- Konstantin Frischauf, amtierte als Abt 1772–1803, wirtschaftlicher Niedergang des Klosters, Josephinismus, Notverkäufe, Personalschwund, klösterliches Leben kam zum Erliegen, Mitarbeit in der geistlichen Filialkommission in Linz zur Aufhebung der Klöster.
- Marian Obauer, aus Scharnstein, amtierte als Abt 1804–1818, zuvor Prior und dann Pfarrer in Kirchdorf, musste die Verwaltung wegen Zahlungsunfähigkeit des Klosters abgeben.
- Julian Hametner, Administrator 1818–1827, gest. 1828, ruinierte das Kloster vollends
- Jakob Naber, Administrator 1827–1835
- Alan Burkhard, Administrator 1835–1851
- Franz Xaver Hofer, Administrator 1851–1864, zuvor Prior, als Abt 1864–1870, Überwindung des Josephinismus, wirtschaftliche Gesundung, Wiedereinführung des Chorgebets
- Edmund Rogner, amtierte als Abt 1871–1874
- Florian Schininger, Administrator 1874–1882, Verkauf der Herrschaft Mühlgrub samt Brauhaus
- Gerhard Haslroither, aus Linz, Administrator 1882–1892, als Abt 1892–1917, zuvor Vertreter des Administrators

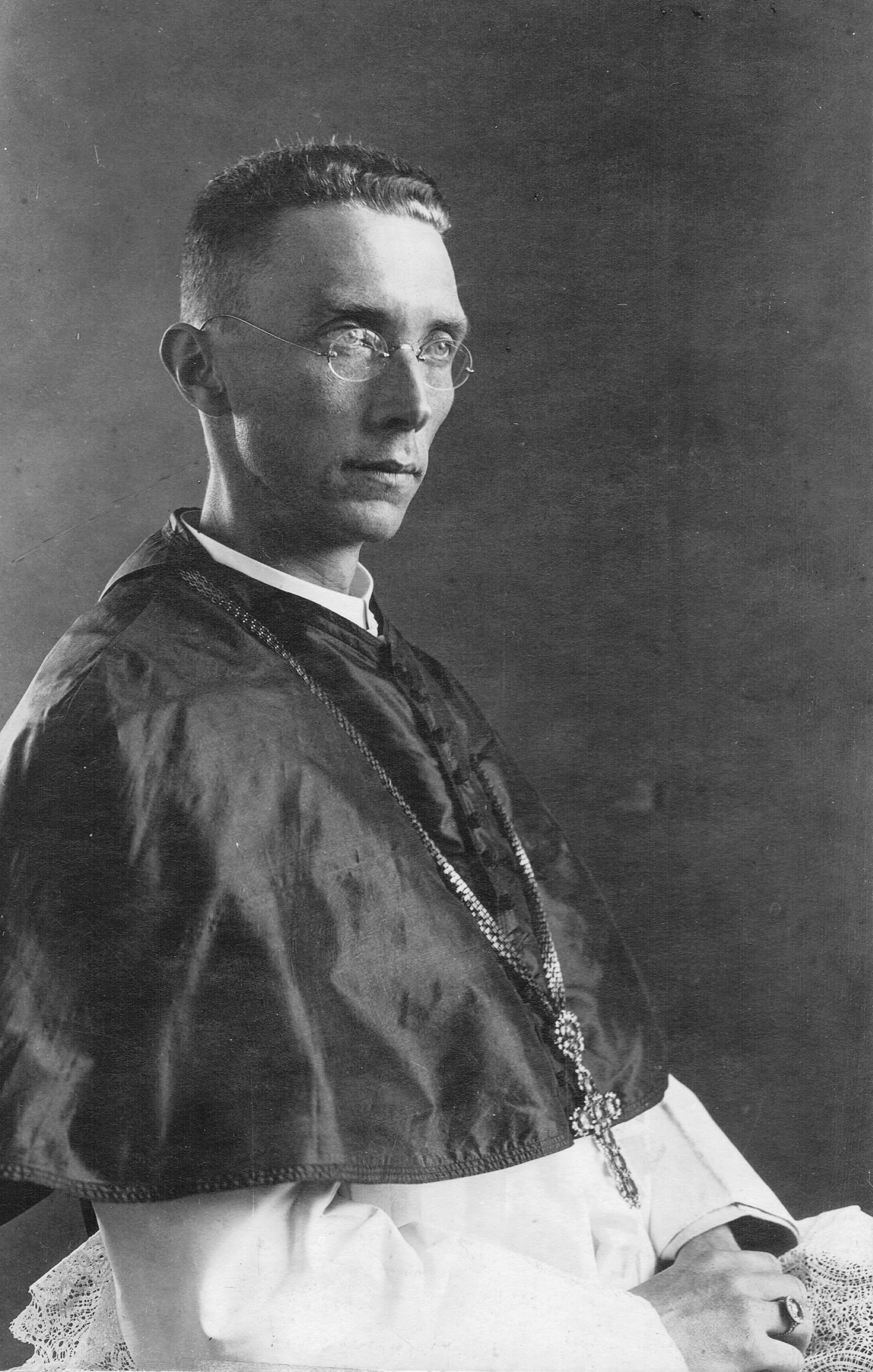
Alois Wiesinger um 1920

- Alois Wiesinger, 1917–1955, bedeutendster Abt Schlierbachs, monastische Erneuerung nach Trappistenvorbild, gründete 1920 eine landwirtschaftliche Winterschule und 1925 das Gymnasium
- Berthold Niedermoser 1955–1971
- Othmar Rauscher 1971–1983, gründete 1974 das Bildungszentrum
- Bernhard Kohout-Berghammer,1983–1998, resignierte
- Altmann Hofinger, 1998–2008, resignierte
- Martin Spernbauer, geb. 1947, Administrator 2008–2013
- Josef Riegler, geb. 1957, Administrator 2013–2016
- Nikolaus Thiel, seit 2016

## Bedeutende Stiftsangehörige
- Alfred Haasler, Missionar in Brasilien, Seligsprechungsprozess 2022 eröffnet